# Zbigniew Zalewski (poeta)
Zbigniew Zalewski (ur. 23 kwietnia 1923 w Warszawie, zm. 10 stycznia 2003 tamże) – polski poeta

## Życiorys
Urodził się w rodzinie Juliana Zalewskiego, urzędnika, i Anny z domu Szyszkowskiej. Odbywał edukację w Gimnazjum "Przyszłość" w Warszawie. W latach 1940–1946 był żołnierzem Polskich Sił Zbrojnych na Zachodzie. Debiutował w 1953 roku na łamach prasy. Od 1956 r. do 1963 r. uczęszczał jako wolny słuchacz na Wydział Filologii Polskiej i Filozofii Uniwersytetu Warszawskiego.

## Twórczość – tomiki poezji
- Gliniana krtań
- Ustawienia niewiadomej
- Na wylot drogi
- Na ten czas
- Maski
- Królewskie owoce
- Taniec z cieniem
- Wirujące centrum
- Tancerz ulic